# Yerupaja
De Yerupaja of Nevado Yerupaja is een berg, gelegen in de Cordillera Huayhuash, een deel van de Andes in Noord-Peru. Met een hoogte van 6.634 meter is het de op één na hoogste berg in Peru en de hoogste in de Cordillera Huayhuash.
De top werd voor de eerste keer bereikt in 1950 door Jim Maxwell en Dave Harrah. De noordtop van deze berg, de Yerupaja Norte, werd voor het eerst beklommen in 1968 door Roger Bates en Graeme Dingle.
Er zijn maar enkele succesvolle beklimmingen van deze berg geweest, omdat het een van de moeilijkst te beklimmen bergen van de Andes is. Gewoonlijk wordt de Yerupaja langs de zuidwestelijke flank beklommen. De berg is te bereiken vanuit Huaraz via Chiquián en Jahuacocha.
De lokale naam van de berg is El Carnicero, wat Slager betekent. Deze naam verwijst naar de vlijmscherpe rand van de top. Veel bezoekers beschouwen de Yerupaja als de meest spectaculaire top van Zuid-Amerika.